# Драгица Николић
Драгица Николић (рођена Нинковић; Крагујевац, 16. април 1955) је супруга бившег председника Томислава Николића, односно супружник бившег председника Србије од 2012. до 2017. године.

## Биографија
Њено девојачко презиме је Нинковић. Након удаје за Томислава Николића у Требињу, родила је двојицу синова, Радомира и Бранислава. Има и петоро унучади. 
У периоду од 1975. до 2003. радила је у крагујевачкој фабрици аутомобила Застава. 
Заједно са супругом, 2005. године се преселила у Београд. 
Прва дама Србије је постала након републичких избора 2012. Оснивач је и руководилац Фондације Драгица Николић, чија је основна улога поспешивање наталитета у Републици.